# Djurgårdens IF Fotboll 1987
Djurgårdens IF herrfotboll, säsongen 1987. Deltog i följande mästerskap: Division 1 Norra och Svenska cupen. 
Djurgården hade degraderats efter jumboplaceringen i Allsvenskan 1986. Besöket i den lägre divisionen varade i endast en säsong – 1987, med serieseger som säkrades i den näst sista omgången – och därmed var Djurgården tillbaka i Allsvenskan 1988.

## Truppen

### Ledare
| Nat     | Tränare         | Position             | Ålder                   | I DIF sedan                                 | Kom från             |
| ------- | --------------- | -------------------- | ----------------------- | ------------------------------------------- | -------------------- |
| Sverige | Tommy Söderberg | Huvudtränare         | 19 augusti 1948 (38 år) | 1986                                        | IF Brommapojkarna    |
| Sverige | Mats Jansson    | Assisterande tränare | 13 mars 1957 (30 år)    |                                             | Djurgårdens juniorer |
| Sverige | Björn Alkeby    | Målvaktstränare      | 17 juli 1952 (34 år)    | 1971-1982 (som spelare), 1983 (som tränare) | Djurgårdens IF       |
| Sverige | Gösta Sandberg  | Lagledare            | 6 augusti 1932 (54 år)  | 1951-1966, 1967-1971, 1979-                 | IF Brommapojkarna    |
| Sverige | Björn Engström  | Läkare               |                         | 1986                                        |                      |
| Sverige | Roger Jansson   | Massör               |                         | 1985                                        |                      |
| Sverige | Stig Annerhög   | Materialförvaltare   |                         | 1968, 1976 (som materialförvaltare)         |                      |
| Sverige | Torbjörn Waax   | Materialförvaltare   |                         |                                             |                      |

### Spelare
| Nr | Nat     | Spelare           | Position    | Ålder                     | Längd  | Vikt  | Yrke            | I DIF sedan | Kom från             | Moderklubb      |
| -- | ------- | ----------------- | ----------- | ------------------------- | ------ | ----- | --------------- | ----------- | -------------------- | --------------- |
| 1  | Sverige | Joacim Sjöström   | Målvakt     | 31 augusti 1964 (22 år)   | 192 cm | 87 kg | Studerande      | 1983        | Djurgårdens juniorer | Djurgårdens IF  |
| 15 | Sverige | Anders Almgren    | Målvakt     | 27 december 1968 (18 år)  | 185 cm | 78 kg | Studerande      | 1987        | Djurgårdens juniorer | Djurgårdens IF  |
| 3  | Sverige | Kjell Grankvist   | Back        | 29 juni 1960 (26 år)      | 190 cm | 85 kg | Tjänsteman      | 1986        | Enskede IK           | Hammarby IF     |
| 6  | Sverige | Leif Nilsson      | Back        | 10 juli 1963 (23 år)      | 185 cm | 75 kg | Banktjänsteman  | 1983        | Hudiksvalls ABK      | Hudiksvalls ABK |
| 13 | Sverige | Roger Casslind    | Back        | 9 februari 1958 (29 år)   | 175 cm | 75 kg | Kontorist       | 1979        | Djurgårdens juniorer | Farsta AIK      |
| 14 | Sverige | Vito Knezevic     | Back        | 25 januari 1956 (31 år)   | 179 cm | 70 kg | Representant    | 1977        | Norrby IF            | Norrby IF       |
| 22 | Sverige | Stephan Kullberg  | Back        | 10 januari 1959 (28 år)   | 180 cm | 74 kg | Banktjänsteman  | 1986        | IFK Göteborg         | Mönsterås GoIF  |
|    | Sverige | Patrik Eklöf      | Back        | 1 maj 1969 (17 år)        | 178 cm | 78 kg | Studerande      | 1986        | Djurgårdens juniorer | Djurgårdens IF  |
| 5  | Sverige | Stefan Rehn       | Mittfältare | 22 september 1966 (20 år) | 178 cm | 72 kg | Målare          | 1984        | Sundbybergs IK       | Sundbybergs IK  |
| 7  | Sverige | Sören Börjesson   | Mittfältare | 14 mars 1956 (31 år)      | 189 cm | 82 kg | Studerande      | 1986        | Örgryte IS           | Örgryte IS      |
| 8  | Sverige | Svante Mjörne     | Mittfältare | 13 mars 1958 (29 år)      | 183 cm | 70 kg | Civilingenjör   | 1983        | Essinge IK           | IFK Västerås    |
| 11 | Sverige | Glenn Schiller    | Mittfältare | 28 mars 1960 (27 år)      | 181 cm | 75 kg | Konsulent       | 1986        | IFK Göteborg         | IFK Göteborg    |
|    | Sverige | Peter Lundberg    | Mittfältare | 25 mars 1968 (19 år)      | 187 cm | 84 kg | Barnskötare     | 1987        | Djurgårdens juniorer | Djurgårdens IF  |
|    | Sverige | Peter Mörk        | Mittfältare | 27 januari 1969 (18 år)   | 170 cm | 68 kg | Studerande      | 1987        | Djurgårdens juniorer | Djurgårdens IF  |
|    | Sverige | Krister Nordin    | Mittfältare | 25 februari 1968 (19 år)  | 185 cm | 80 kg | Studerande      | 1987        | Djurgårdens juniorer | Råsunda IS      |
|    | Sverige | Lars Åstrand      | Mittfältare | 26 maj 1965 (21 år)       | 182 cm | 78 kg | Studerande      | 1987        | Enskede IK           | Enskede IK      |
| 20 | Sverige | Glenn Myrthil     | Anfallare   | 2 augusti 1964 (22 år)    | 180 cm | 75 kg | Servicetekniker | 1984        | Bromstens IK         | Bromstens IK    |
| 12 | Sverige | Thomas Sunesson   | Anfallare   | 12 januari 1959 (28 år)   | 187 cm | 80 kg | Studerande      | 1986        | FC Lausanne-Sport    | Mönsterås GoIF  |
| 16 | Sverige | Stefan Hermansson | Anfallare   | 3 juni 1961 (25 år)       | 177 cm | 70 kg | Studerande      | 1986        | Trelleborgs FF       | Skeppshults BK  |
|    | Sverige | Peter Skoog       | Anfallare   | 11 februari 1965 (22 år)  | 182 cm | 72 kg | Försäljare      | 1987        | Sundbybergs IK       | Skå IK          |
|    | Sverige | Kimmo Rolin       | Anfallare   | 8 december 1967 (19 år)   | 184 cm | 74 kg | Lagerarbetare   | 1987        | Djurgårdens juniorer | Djurgårdens IF  |

## Matcher

### Division 1 Norra 1987
Resultat för Djurgårdens IF säsongen 1987. Djurgården vann serien och flyttades därmed upp till Allsvenskan 1988.
Tabellrad:  26  16 6 4 60-25 (+35) 38p
| Omgång | Datum               | Motståndare       | H / B | Resultat | Målskyttar                                                     | Publik |
| ------ | ------------------- | ----------------- | ----- | -------- | -------------------------------------------------------------- | ------ |
| 1      | Måndag 20 april     | Luleå FF/IFK      | H     | 0-0      |                                                                | 1.415  |
| 2      | Söndag 26 april     | Västerås SK       | B     | 1-0      | Myrthil 84'                                                    | 1.332  |
| 3      | Måndag 4 maj        | Gefle IF          | H     | 1-2      | Sunesson 2'                                                    | 750    |
| 4      | Söndag 10 maj       | Karlstads BK      | B     | 0-0      |                                                                | 1.683  |
| 5      | Måndag 18 maj       | IF Brommapojkarna | H     | 5-3      | Myrthil 6', Börjesson 60', Mjörne 65', Sunesson 81', Skoog 88' | 1.404  |
| 6      | Söndag 24 maj       | Örebro SK         | B     | 1-4      | Granqvist 45'                                                  | 2440   |
| 7      | Söndag 31 maj       | IFK Mora          | H     | 2-0      | Rehn 7', Börjesson 71'                                         | 740    |
| 8      | Måndag 8 juni       | IFK Västerås      | B     | 4-0      | Knezevic 5', Myrthil 25', Rehn 44', Mjörne 53'                 | 444    |
| 9      | Söndag 14 juni      | Vasalunds IF      | H     | 1-1      | Rehn (straff) 25'                                              | 1.881  |
| 10     | Torsdag 25 juni     | IFK Eskilstuna    | B     | 1-1      | Skoog 11'                                                      | 2.087  |
| 11     | Söndag 28 juni      | Skellefteå AIK    | H     | 3-0      | Skoog 19', Börjesson 56', Myrthil 58'                          | 1.401  |
| 12     | Söndag 5 juli       | Degerfors IF      | B     | 2-1      | Knezevic 41', Myrthil 48'                                      | 1.374  |
| 13     | Söndag 12 juli      | BK Forward        | H     | 6-0      | Rehn 3 (1 straff), Myrthil 2, Mörk                             | 1.437  |
| 14     | Söndag 2 augusti    | BK Forward        | B     | 0-2      |                                                                | 1.070  |
| 15     | Måndag 10 augusti   | Degerfors IF      | H     | 2-0      | Rehn (straff) 54', Börjesson 73'                               | 1.394  |
| 16     | Söndag 16 augusti   | Skellefteå AIK    | B     | 1-1      | Skoog 14'                                                      | 1.650  |
| 17     | Måndag 24 augusti   | Örebro SK         | H     | 1-1      | Rehn 12'                                                       | 3.152  |
| 18     | Lördag 29 augusti   | IF Brommapojkarna | B     | 3-1      | Skoog, Börjesson, Myrthil 55'                                  | 1.924  |
| 19     | Tisdag 1 september  | IFK Eskilstuna    | H     | 2-0      | Självmål 17', Nordin 90'                                       | 3.128  |
| 20     | Söndag 6 september  | Vasalunds IF      | B     | 5-3      | Rehn 4 (2 straffar), Nordin                                    | 1.305  |
| 21     | Söndag 13 september | IFK Västerås      | H     | 6-1      | Skoog 3, Hermansson 2, Myrthil                                 | 1.109  |
| 22     | Måndag 19 september | IFK Mora          | B     | 3-2      | Rehn (2) 44', 82', Börjesson                                   | 1.400  |
| 23     | Söndag 27 september | Karlstads BK      | H     | 5-1      | Myrthil 2, Skoog 2, Nordin                                     | 2.038  |
| 24     | Lördag 3 oktober    | Gefle IF          | B     | 4-0      | Skoog 2, Myrthil, Rehn                                         | 1.087  |
| 25     | Söndag 11 oktober   | Västerås SK       | H     | 1-0      | Skoog 46'                                                      | 4.012  |
| 26     | Söndag 18 oktober   | Luleå FF/IFK      | B     | 0-1      |                                                                | 700    |

### Svenska cupen 1987/88
| Omgång         | Datum           | Motståndare | H / B | Resultat | Målskyttar                                         | Publik |
| -------------- | --------------- | ----------- | ----- | -------- | -------------------------------------------------- | ------ |
| 3              | 28 maj 1987     | BK Vargarna | B     | 4-1      | Rehn (2) 44', 56' (straff), Sunesson 5', Grankvist | ?      |
| 4              | 21 juni 1987    | Essviks AIF | B     | 6-1      | Börjesson (3), Myrthil, Rehn (straff), Mörk        | 600    |
| 5              | 25 juli 1987    | Gunnilse IS | B     | 3-2      | Rehn (2), Myrthil                                  | 1.000  |
| 6              | 5 augusti 1987  | Spånga IS   | B     | 4-1      | Rehn (2), Börjesson, Skoog                         | 1.065  |
| Åttondelsfinal | 19 augusti 1987 | AIK         | H     | 0-3      |                                                    | 3.507  |

### Träningsmatcher (urval)
| Datum | Motståndare        | H / B | Resultat | Målskyttar | Publik | Noteringar |
| ----- | ------------------ | ----- | -------- | ---------- | ------ | ---------- |
|       | IFK Norrköping     |       |          |            |        |            |
|       | AIK FF             |       |          |            |        |            |
|       | Öster IF           |       |          |            |        |            |
|       | Västra Frölunda IF |       |          |            |        |            |

## Statistik

### Avser Division 1 Norra
| Spelare           | Matcher | Mål |
| ----------------- | ------- | --- |
| Stefan Rehn       | 26      | 15  |
| Peter Skoog       | 20      | 13  |
| Glenn Myrthil     | 25      | 12  |
| Sören Börjesson   | 25      | 6   |
| Krister Nordin    | 16      | 3   |
| Stefan Hermansson | 5       | 2   |
| Thomas Sunesson   | 9       | 2   |
| Svante Mjörne     | 18      | 2   |
| Vito Knezevic     | 24      | 2   |
| Kjell Granqvist   | 11      | 1   |
| Peter Mörk        | 22      | 1   |
| Joacim Sjöström   | 26      | 0   |
| Leif Nilsson      | 26      | 0   |
| Glenn Schiller    | 22      | 0   |
| Roger Casslind    | 19      | 0   |
| Stephan Kullberg  | 12      | 0   |
| Lars Åstrand      | 11      | 0   |
| Självmål          |         | 1   |

## Truppförändringar

### Spelare/ledare in (urval)
| Namn           | Från                 | Position    |
| -------------- | -------------------- | ----------- |
| Anders Almgren | Djurgårdens juniorer | Målvakt     |
| Peter Lundberg | Djurgårdens juniorer | Mittfältare |
| Peter Mörk     | Djurgårdens juniorer | Mittfältare |
| Krister Nordin | Djurgårdens juniorer | Mittfältare |
| Lars Åstrand   | Enskede IK           | Mittfältare |
| Kimmo Rolin    | Djurgårdens juniorer | Anfallare   |
| Peter Skoog    | Sundbyberg           | Anfallare   |

### Spelare/ledare ut (urval)
| Namn             | Till  | Position    |
| ---------------- | ----- | ----------- |
| Björn Westerberg | Okänt | Tränare     |
| Stefan Rexin     | Okänt | Mittfältare |
| Ulf Lundberg     | Okänt | Back        |
| Lars Sandberg    | Okänt | Mittfältare |
| Stefan Svensson  | Okänt | Back        |
| Pär Millqvist    | Okänt | Anfallare   |

## Föreningen

### Spelartröjor
- Tillverkare: Adidas
- Huvudsponsor: Året Runt (målvakterna), Spola kröken, ICA
- Hemmatröja: Blårandig
- Spelarnamn: Nej